# Берлинская высшая школа экономики и права
Берлинская высшая школа экономики и права – высшая школа прикладных наук, образованная 1 апреля 2009 года в результате слияния Берлинской школы экономики и Берлинской высшей школы управления и юстиции. Имеет статус высшей профессиональной школы в соответствии с Берлинским законом о высших учебных заведениях.
На пяти факультетах и в трех центральных институтах предлагается обучение в области производства и экономики, управления, инженерии и права, а также в сфере безопасности.

## Месторасположение
Берлинский университет экономики и права имеет два местоположения: кампус в Шёнеберге и один в Лихтенберге. В зданиях на Баденшенштрассе (кампус Шёнеберг) расположены центральная администрация университета, отдел делового администрирования и Берлинская профессиональная школа. С января 2011 года четыре отделения HWR Berlin, а также части Берлинской профессиональной школы и Института административной модернизации и реформы полиции в Центральной и Восточной Европе были размещены в административных помещениях на улице Альт-Фридрихсфельде в кампусе Лихтенберг.

## История
Кампус Лихтенберга
1 апреля 2009 года в Университет экономики и права слились два предшественника: Берлинский университет прикладных наук (FHW) и Берлинский университет прикладных наук для управления и правосудия (FHVR).
Берлинский университет экономики и права был основан в 1971 году как преемник Бизнес-академии, которая, в свою очередь, возникла в 1965 году на базе Института экономики Университета и Высшей школы бизнеса и первоначально предлагала только курс «Бизнес» в дневной и вечерней форме. В конце 1990-х годов FHW Berlin расширил свой круг предметов, включив в него программы уровня MBA, что сделало его одним из первых провайдеров MBA в Германии. В 2003 году была интегрирована бывшая независимая профессиональная академия в Берлине. В это время два отдела и центральный институт были созданы как организационные единицы.
Берлинский университет экономики и права (до 1993: FHSVR) был основан в 1973 году как учебное заведение для карьеры в высшей службе в Западном Берлине на государственной службе. С 1990 года она проводила обучение на всей территории Берлина. Первоначально он состоял из двух отделов «Главное управление» и «Управление юстиции», позже к нему были добавлены другие департаменты. На момент слияния с FHW Berlin в FHVR Berlin входили департаменты «Главное управление», «Управление юстиции» и «Полицейская служба». С начала 1990 — х годов FHVR Берлин сопровождали изучение консульских секретарей в Министерстве иностранных дел с теоретическими фазами. Первоначально университет располагался в центре Западного Берлина, но в 1994 году FHVR Berlin переехал в учебно-административный центр Фридрихсфельде. На тот момент впервые был предложен внешний курс (не для государственных служащих) по государственному управлению. Далее следовали курсы обучения на уровне бакалавра и магистра, некоторые из которых также были доступны для внешних соискателей.
В начале 2011 года кафедра профессионального училища получила новое название: кафедра дуальной экономики — технологии. [8-е]
Университет сотрудничает с Global Labor University .
Университет экономики и права имеет несколько центральных институтов:

## Берлинская профессиональная школа
В октябре 2015 года два центральных института, Fernstudieninstitut (FSI) и Институт менеджмента Берлина (IMB), объединились в Берлинскую профессиональную школу. Еще в 1992 году HWR Berlin был одним из первых университетов Германии, предлагающих обучение менеджменту со степенью MBA в сотрудничестве с двумя британскими университетами. В 2004 году курсы повышения квалификации были объединены в юридическую форму центрального института под эгидой университета в Институте менеджмента Берлина. В Берлинской профессиональной школе все курсы повышения квалификации HWR Berlin теперь предлагаются вместе.
Дистанционное обучение:
- Магистр европейского административного управления
- Магистр государственного управления
- Магистр управления безопасностью
- Надзор магистра / попечительство / попечительство (предлагается Департаментом юстиции HWR Berlin в сотрудничестве с Берлинской профессиональной школой)

Обучение менеджменту со степенью MBA и магистра:
- Магистр устойчивого развития и управления качеством
- Мастер общего управления — двойной
- Магистр международного управления бизнесом
- Магистр китайско-европейской экономики и бизнес-исследований
- Магистр финансового и управленческого учета
- Налоговая политика и налоговое администрирование магистра
- Политика магистра в области труда и глобализация
- MBA в области европейского менеджмента
- MBA в области европейско-азиатского менеджмента
- MBA в трансатлантическом менеджменте
- MBA в области международного менеджмента
- MBA в области предпринимательства
- MBA в области управления изменениями
- MBA в области управления здравоохранением
- Институт административной модернизации и реформы полиции в Центральной и Восточной Европе
- Институт административной модернизации и реформы полиции в Центральной и Восточной Европе (IMO) был основан в 2008 году как центральный институт университета. Это междисциплинарный центр компетенции для проектов развития, образования и консалтинга в области административной модернизации и реформы полиции в странах Центральной и Восточной Европы (ЦВЕ).

## Филиалы и институты
Университет экономики и права имеет несколько дочерних институтов :
- Берлинский институт финансов, инноваций и цифровизации e. В.
- Немецкий институт банковской индустрии В.
- Институт туризма Берлина e. V. (IfTB)
- Институт страховой индустрии В.
- Институт передачи знаний в области управления и правосудия (IWVR e.V.)
- Исследовательский центр Штайнбайса (Фолькер Хут)

Также есть несколько институтов:
- Берлинский институт международных бизнес-исследований (BIIBS)
- Исследовательский институт общественной и частной безопасности (FÖPS Berlin)
- Институт экономики и гендерных исследований Харриет Тейлор Милл (Фридерика Майер)
- Институт предпринимательства, средних предприятий и семейного бизнеса HWR Berlin (EMF Institute)
- Институт логистики (IfL)
- Институт устойчивого развития (INa) (Хольгер Рогалл)
- Институт международной политической экономии Берлина (IPE Berlin)
- Дипломные программы
- European Credit Transfer System и Diploma Supplement были разработаны и реализованы. Практически весь спектр курсов HWR Berlin преобразован в бакалавриат и магистратуру.

Почти все курсы проходят проверку качества и имеют печать немецкого аккредитационного агентства.

## Дипломные курсы
Дипломные курсы предназначены для людей, стремящихся сделать карьеру в администрации или в правоохранительных органах:
- Дипломатическая служба (gAD)
- Отправление правосудия
- Программы бакалавриата

Университет предлагает два типа обучения на уровне бакалавриата. К ним относятся, с одной стороны, степень бакалавра по бизнес-дисциплинам, некоторые из которых также предлагают возможность получения двойной степени в сотрудничестве с иностранным университетом. С другой стороны, студенты двойных программ проходят стажировку в кооперативной компании параллельно с обучением в университете.
- Бакалавр искусств
- Бизнес-администрирование — Бизнес-администрирование
- Экономика — Экономика (VWL)
- Управление международным бизнесом
- Создание компании и правопреемство компании
- Индустрия государственного управления (ÖVW)
- Управление государственными и некоммерческими организациями (Public Service Management — PuMa; ранее: Public Management)
- Управление безопасностью (SiMa)
- Административные ИТ (VI)
- Бакалавр инженерии
- Промышленный инженер — окружающая среда и устойчивость
- бакалавр права
- Право в компании (RiU) [11]
- Закон (ius)
- Коммерческое право
- Бакалавр
- бизнес-информатика
- Программы двойного бакалавриата
- Промышленная электротехника
- Гражданское строительство
- Дизайн и производство
- Компьютерная наука
- бизнес-информатика
- Управление техническим оборудованием
- Деловое администрирование, специализирующееся на банковском деле, управлении услугами, торговле, управлении недвижимостью, промышленности, международном бизнес-администрировании, экспедировании грузов и логистике, налогах и аудите, туризме и страховании.
- Бакалавр с двойным дипломом
- Международный менеджмент / Международный менеджмент — DFS
- Международный обмен делового администрирования — IBAEX
- Международный бизнес — IBU
- Магистерские курсы
- Международные магистерские программы университета ориентированы на людей, уже имеющих первое профессиональное высшее образование. Большинство из них проводятся на английском языке.
- Бухгалтерский учет и контроллинг (MA)
- Бизнес-аналитика и управление процессами (M.SC.)
- Международная экономика (MA)
- Международные финансы (M.SC.)
- Международный менеджмент маркетинга (MA)
- Корпоративное право в международном контексте (LL.M.)
- Международный бизнес и консалтинг: международный стратегический менеджмент / международный менеджмент человеческих ресурсов (MA)
- Международный менеджмент / Международный менеджмент — DFS
- Магистр европейского административного управления (MA)
- Магистр некоммерческого управления и государственного управления (MaNGo)
- Магистр государственного управления
- Магистр управления безопасностью (MA)
- Закон о государственном управлении (LL.M.)
- Управление процессами и проектами
- Политическая экономия европейской интеграции (MA)
- Инженер-технолог — Энергетика и экологические ресурсы.
- Степень магистра по надзору / опеке / попечительству (LL.M.) [12]
- Закон о недвижимости и правоприменение (LL.M.) [13]

## Известные преподаватели
- Экхард Хайн, экономист
- Беате Йохимсен, экономист
- Ральф Кройцер, экономист
- Биргит Манкопф, политолог
- Сабрина Шёнрок, юрист
- Александр Штейнманн, инженер-механик
- Ахим Трюгер, экономист